# House of Good and Evil
Pour plus de détails, voir Fiche technique et Distribution.
House of Good and Evil est un film américain réalisé par David Mun. Le film est sorti en 2013. 

## Synopsis
Après avoir perdu leur bébé à 8 mois de grossesse, Chris et Maggie décident de s'éloigner du stress de la ville pour s'installer dans une maison de campagne isolée. Mais le calme n'est que de courte durée, et Maggie devient bientôt le témoin d'évènements étranges qui tissent le récit de ce film d'horreur sur le thème du deuil, du dévouement et de la folie.

## Fiche technique
- Producteur : Blu de Golyer
- Coproducteur : Christian Oliver
- Producteur délégué : David Larsen
- Coproducteur : Mark Richard
- Genre : épouvante-horreur
- Année de production :  2013

## Distribution
- Christian Oliver : Chris Conley
- Marietta Marich : Mrs. Anderson
- Jordan Rhodes : Mr. Anderson
- Rob Neukirch : Rob Bradley
- Blu de Golyer : Deputy Gardner
- David Larsen : The Woodsman